# Abutilon ghafoorianum
Abutilon ghafoorianum är en malvaväxtart som beskrevs av S. Abedin. Abutilon ghafoorianum ingår i släktet klockmalvor, och familjen malvaväxter. Inga underarter finns listade i Catalogue of Life.